# Тонопа (Невада)
Тонопа (англ. Tonopah) — місто (англ. town) в США, в окрузі Най штату Невада. Населення — 2179 осіб (2020).

## Географія
Тонопа розташована за координатами 38°5′59″ пн. ш. 117°14′54″ зх. д. / 38.09972° пн. ш. 117.24833° зх. д. (38.099649, -117.248229).  За даними Бюро перепису населення США в 2010 році місто мало площу 42,07 км², уся площа — суходіл.

### Клімат
| Клімат : Тонопа                             | Клімат : Тонопа | Клімат : Тонопа | Клімат : Тонопа | Клімат : Тонопа | Клімат : Тонопа | Клімат : Тонопа | Клімат : Тонопа | Клімат : Тонопа | Клімат : Тонопа | Клімат : Тонопа | Клімат : Тонопа | Клімат : Тонопа | Клімат : Тонопа |
| Показник                                    | Січ.            | Лют.            | Бер.            | Квіт.           | Трав.           | Черв.           | Лип.            | Серп.           | Вер.            | Жовт.           | Лист.           | Груд.           | Рік             |
| Абсолютний максимум, °C                     | 19,4            | 23,9            | 26,1            | 31,1            | 35,6            | 39,4            | 40,0            | 39,4            | 35,6            | 32,2            | 32,8            | 21,1            | 40,0            |
| Середній максимум, °C                       | 7,1             | 9,6             | 13,8            | 18,0            | 23,6            | 29,3            | 33,3            | 32,1            | 27,1            | 20,1            | 12,1            | 6,8             | 19,4            |
| Середній мінімум, °C                        | −6,5            | −4,3            | −1,7            | 1,4             | 6,2             | 10,8            | 14,2            | 13,0            | 8,9             | 3,1             | −3,1            | −7              | 2,9             |
| Абсолютний мінімум, °C                      | −26,1           | −22,8           | −15,6           | −12,8           | −7,2            | −2,8            | 4,4             | 2,8             | −4,4            | −10,6           | −15,6           | −25             | −26,1           |
| Норма опадів, мм                            | 12              | 12              | 14              | 10              | 13              | 7               | 12              | 13              | 8               | 9               | 11              | 8               | 129             |
| Днів з опадами                              | 4,1             | 4,4             | 4,3             | 3,4             | 3,4             | 2,3             | 3,1             | 2,9             | 2,7             | 2,2             | 2,5             | 3,3             | 38,6            |
| Днів зі снігом                              | 2,6             | 2,4             | 1,9             | 1,2             | ,4              | 0               | 0               | 0               | ,1              | ,3              | 1,3             | 2,1             | 12,3            |
| ------------------------------------------- | --------------- | --------------- | --------------- | --------------- | --------------- | --------------- | --------------- | --------------- | --------------- | --------------- | --------------- | --------------- | --------------- |
| Джерело: NOAA (extremes 1954–present), WRCC |                 |                 |                 |                 |                 |                 |                 |                 |                 |                 |                 |                 |                 |

## Демографія
Згідно з переписом 2010 року, у переписній місцевості мешкало 2478 осіб у 1053 домогосподарствах у складі 593 родин. Густота населення становила 59 осіб/км².  Було 1576 помешкань (37/км²).
Расовий склад населення:
| - 89,7 % — білих - 2,9 % — чорних або афроамериканців - 0,8 % — корінних американців - 0,5 % — азіатів - 0,3 % — вихідців з тихоокеанських островів - 2,7 % — осіб інших рас |

До двох чи більше рас належало 2,9 %. Частка іспаномовних становила 8,7 % від усіх жителів.
За віковим діапазоном населення розподілялося таким чином: 24,4 % — особи молодші 18 років, 64,7 % — особи у віці 18—64 років, 10,9 % — особи у віці 65 років та старші. Медіана віку мешканця становила 39,3 року. На 100 осіб жіночої статі у переписній місцевості припадало 113,4 чоловіків;  на 100 жінок у віці від 18 років та старших — 122,7 чоловіків також старших 18 років.
Середній дохід на одне домашнє господарство  становив 49 722 долари США (медіана — 38 969), а середній дохід на одну сім'ю — 65 858 доларів (медіана — 60 457). За межею бідності перебувало 16,8 % осіб, у тому числі 20,8 % дітей у віці до 18 років та 35,0 % осіб у віці 65 років та старших.
Цивільне працевлаштоване населення становило 1137 осіб. Основні галузі зайнятості: роздрібна торгівля — 25,2 %, освіта, охорона здоров'я та соціальна допомога — 14,9 %, публічна адміністрація — 13,1 %, мистецтво, розваги та відпочинок — 12,9 %.